# Национално училище за изящни изкуства „Илия Петров“
 Тази статия е за училището в София.  За училището в Пловдив вижте Национална художествена гимназия „Цанко Лавренов“.  
Националното училище за изящни изкуства „Илия Петров“ (също Художествена гимназия) е основано на 12 януари 1951 г.

## История
Предложението на Драган Лозенски (тогава преподавател по методика на рисунката в Художествената академия – София) за основаване на Художествена гимназия в София през 1947 г. е одобрено през 1948 г. Лозенски разработва проекто-постановление и мотиви за откриване на Художествена гимназия, които сам защитава пред Комитета за наука, изкуство и култура и Министерския съвет. С постановление № 30 на МС от 12 януари 1951 г. е разрешено да се открие в София Художествена гимназия.
Първата учебна година е 1951/52, гимназията е с 5-годишен курс на обучение и е под ръководството на Комитета за наука, изкуство и култура. Приемните изпити се провеждат в Художествената академия, приети са шестдесет редовни и осем нередовни ученици. За първи директор е назначен Драган Лозенски.
На следващата година за сграда на училището е определено старото здание на Ректората на улица „Шипка“.
На 29.10.1954 г. се одобрява и влиза в сила правилник на Художествената гимназия.
През 1957/58 г. се създава общежитието за ученици от Художествената гимназия, музикалното и балетното училища.
През 1968/69 г. се открива филиал на Художествената гимназия в Казанлък.
През 1975 г. по предложение на СБХ е прието Художествената гимназия да носи името на акад. Илия Петров.
На 17 юни 2003 г. Художествената гимназия (вече в нова сграда на бул. „В. Левски“ 62) получава статут на Национално училище по изкуствата и оттогава се именува Национално училище за изящни изкуства „Илия Петров“.
През 2023 г. в Гимназията преподават 25 учителя на 260 ученици.

## Известни възпитаници
По-голямата част от членовете на Съюза на художниците в България са възпитаници на Художествената гимназия. Много други се занимават с телевизия, операторско майсторство, монтаж, реклама и др.
Сред най-известните личности са:
- Димитър Казаков – художник
- Петър Дочев – художник живописец
- Златин Радев – аниматор, първият българин номиниран за „Оскар“ за анимацията „Консервфилм“.
- Валентин Василев – носител на „Оскар“ за специални ефекти за филмите „Челюсти“ и „Титаник“.
- Иван Добчев – театрален режисьор
- Александър Бръзицов – композитор
- Станислав Памукчиев – художник
- Николай Иванов – група „ОМ“
- Роберт Баръмов – художник